# Château de Bresse-et-Castille
Le château de Bresse-et-Castille est un château qui se dresse sur la commune de Damerey dans le département de Saône-et-Loire en région Bourgogne-Franche-Comté. Il fait l'objet d'une inscription aux monuments historiques depuis le 28 mars 2017.